# Corinnomma rufofuscum
Corinnomma rufofuscum är en spindelart som beskrevs av Eduard Reimoser 1934. Corinnomma rufofuscum ingår i släktet Corinnomma och familjen flinkspindlar. Inga underarter finns listade i Catalogue of Life.